# Ламего
Ламего (порт. Lamego) је познати град у Португалији, смештен у њеном северном делу. Град је други по значају у оквиру округа Визеу, где чини једну од општина.
Ламего је један од 8 најстаријих градова у Португалији.

## Географија
Град Ламего се налази у северном делу Португалије. Од главног града Лисабона град је удаљен 380 километара северно, а од Портоа град 110 километара источно.
Рељеф: Ламего се налазу у области висоравни, на знатној надморској висини од 500-540 m. Град је смештен на гребену изнад дубоких долина околних речица.
Клима: Клима у Ламегу је измењена умерено континентална, са доста падавина и оштријим зимама због знатне надморске висине.
Воде: Ламего се налази на гребену изнад реке Вароза, која је близу града устављена и образовано је вештачко језеро.

## Историја
Подручје Ламега насељено још у време праисторије. Град је постојао још у староримско време, а у време од 7. до 11. века град је наизменично прелазио из хришћанских у маварске руке. Коначно је град постао хришћански 1057. г., а као важно средиште Ламего је одмах насеље је одмах имало градски статус. Од 15. века, са јачањем трговине преко Атлантика, град постепено губи значај у односу на приморске градове. Град ускоро пада у стагнацију, из које се ни данас није извукао.

## Становништво
По последњих проценама из 2008. г. општина Ламего има око 27 хиљада становника, од чега око 9 хиљада живи на градском подручју.

## Галерија
- Торањ замка у Ламегу
- Саборна црква у Ламегу
- Нови део града
- Народна светковина Лажарим у Ламегу